# 김진우 (1983년)
김진우(한국 한자: 金珍祐, 1983년 2월 28일 ~ )는 대한민국의 전 축구 선수이며, 포지션은 수비수였다.